# La Bosse (Doubs)
La Bosse ist eine französische Gemeinde mit 86 Einwohnern (Stand: 1. Januar 2022) im Département Doubs in der Region Bourgogne-Franche-Comté.

## Geographie
La Bosse liegt auf 1040 m, zehn Kilometer nordnordöstlich von Morteau und etwa 14 Kilometer westlich der Stadt La Chaux-de-Fonds (Luftlinie). Das Dorf erstreckt sich im Jura, an aussichtsreicher Lage auf dem Höhenrücken von Le Mémont, der sich im Südwesten des Hochplateaus von Maîche erhebt. Das Gemeindegebiet gehört zum Regionalen Naturpark Doubs-Horloger.
Die Fläche des 5,13 km² großen Gemeindegebiets umfasst einen Abschnitt des französischen Juras. Der Hauptteil des Gebietes wird vom breiten Höhenrücken von Le Mémont eingenommen. Dieser Höhenzug bildet in geologisch-tektonischer Hinsicht eine Antiklinale des Faltenjuras und ist gemäß der Streichrichtung des Gebirges in dieser Region in Richtung Südwest-Nordost orientiert. Durch ein Tälchen wird er in zwei Kämme aufgeteilt, nämlich den mit Weideland bestandenen Kamm von La Bosse und den bewaldeten Bois Banal (1050 m). Auf dem Höhenzug befindet sich die Senke des Bois de la Malcombe. Nach Nordosten reicht das Gemeindeareal bis zur Kuppe des Mont Repentir (mit 1052 m die höchste Erhebung von La Bosse) am Westrand des Beckens von Le Mémont. Im Norden reicht das Gebiet den Hang hinunter bis an den Rand des Plateaus bei Le Luhier.
Nachbargemeinden von La Bosse sind Mont-de-Laval im Norden, Le Bizot im Osten, Le Bélieu im Süden sowie Guyans-Vennes im Westen.

## Geschichte
Im Mittelalter gehörte La Bosse zur Herrschaft Réaumont, die unter der Oberhoheit der Herren von Montfaucon, ab dem 15. Jahrhundert unter derjenigen der Grafen von Montbéliard stand. Zusammen mit der Franche-Comté gelangte das Dorf mit dem Frieden von Nimwegen 1678 an Frankreich.
Mit 1. Januar 2009 erfolgte eine Änderung der Arrondissementszugehörigkeit der Gemeinde. Bislang zum Arrondissement Montbéliard gehörend, kamen alle Gemeinden des Kantons zum Arrondissement Pontarlier.

## Bevölkerung
| Jahr                       | 1962 | 1968 | 1975 | 1982 | 1990 | 1999 | 2016 |
| Einwohner                  | 86   | 59   | 48   | 55   | 46   | 66   | 74   |
| Quellen: Cassini und INSEE |      |      |      |      |      |      |      |

Mit 86 Einwohnern (Stand 1. Januar 2022) gehört La Bosse zu den kleinsten Gemeinden des Départements Doubs. Nachdem die Einwohnerzahl in der ersten Hälfte des 20. Jahrhunderts stets im Bereich zwischen 120 und 130 Personen gelegen hatte, wurde bis zur Jahrtausendwende ein deutlicher Bevölkerungsrückgang verzeichnet.

## Wirtschaft und Infrastruktur
La Bosse war bis weit ins 20. Jahrhundert hinein ein vorwiegend durch die Landwirtschaft (Viehzucht und Milchwirtschaft) und die Forstwirtschaft geprägtes Dorf. Noch heute leben die Bewohner zur Hauptsache von der Tätigkeit im ersten Sektor. Außerhalb des primären Sektors gibt es nur sehr wenige Arbeitsplätze im Dorf. Einige Erwerbstätige sind auch Wegpendler, die in den umliegenden größeren Ortschaften ihrer Arbeit nachgehen.
Die Ortschaft liegt abseits der größeren Durchgangsstraßen an einer Departementsstraße, die von Le Russey nach Le Bélieu führt. Weitere Straßenverbindungen bestehen mit Le Luhier und Le Bizot.